# 別府匠
別府 匠（べっぷ たくみ、1979年〈昭和54年〉9月29日 - ）は、神奈川県茅ヶ崎市出身の自転車競技（ロードレース）選手。弟の別府史之も自転車競技（ロードレース）選手。2011年から2022年までの12年間愛三工業レーシングチームの監督を務めた。

## 経歴
小学生時にマウンテンバイクレースを始める。中学生時からロードレースに転向。地元のクラブチームに入りレースに参加し始める。
神奈川県立茅ケ崎北陵高等学校を経て、大門宏の指導の下、フランスに自転車留学。1998年（平成10年）より日本鋪道（現チームNIPPO)のジュニアチームに入団。主にフランス、イタリアなど欧州でレース参戦をする。
2004年、チームNIPPOから愛三工業レーシングに移籍。その年のツアー・オブ・ジャパン第2ステージで勝利を飾り、UCIカテゴリのレース初勝利を達成した。
2005年、日本ナショナルチームの代表として長期ヨーロッパ遠征に参加。スイスを拠点にスイス・イタリア・ベルギーのレースを転戦した。
2010年シーズン終了後選手を引退。2011年シーズンから愛三工業レーシングチームの監督に就任し、2022年をもって退団した。

## 来歴
2004年
- ツアー・オブ・ジャパン ステージ優勝

2006年
- チャレンジサイクルロードレース 優勝

2009年
- ツアー・オブ・イーストジャワ 総合7位

2010年
- ジャラジャ・マレーシア 総合2位
- 熊本国際ロード 9位

## 出演

### テレビ番組
- 自転車の国の王子様 （NHK教育、2008年8月）

この番組の出演以降、「タック王子」という愛称で呼ばれるようになった。